# Józef Łosyk
Józef Łosyk (ur. 25 września 1931 w Kurzanach, zm. 18 lutego 2022 w Nowej Soli) – polski działacz państwowy i przedsiębiorca, przewodniczący Gminnej Rady Narodowej w Otyniu oraz Miejskiej i Powiatowej w Nowej Soli, w latach 1985–1991 wicewojewoda zielonogórski.

## Życiorys
Syn Grzegorza i Rozalii. Od 20 maja 1959 do 25 kwietnia 1961 przewodniczył Gminnej Radzie Narodowej w Otyniu. Następnie kierował prezydiami Miejskiej (1961–1970) i Powiatowej (1970–1973) Rady Narodowej w Nowej Soli. Za jego kadencji w mieście znacznie rozwinęły się przemysł oraz budownictwo, a Nowa Sól zajęła drugie i pierwsze miejsce w konkursie „Mistrz Gospodarności”. W 1974 objął stanowisko dyrektora wydziału zatrudnienia i spraw socjalnych w Urzędzie Wojewódzkim w Zielonej Górze. Następnie od 1985 do 1991 zajmował stanowisko wicewojewody zielonogórskiego, po czym przeszedł na emeryturę. W kolejnych latach zasiadał w radach nadzorczych oraz był wspólnikiem przedsiębiorstwa.
26 lutego 2022 pochowany na cmentarzu przy ul. Wandy w Nowej Soli.